# Fujiwara no Akimitsu
Fujiwara no Akimitsu (藤原 顕光) (né en 944, mort le 7 juillet 1021) est un fonctionnaire japonais de l'époque de Heian, membre de l'influente famille Fujiwara, qui occupe le poste de Sadaijin (ministre de gauche). Son père est Fujiwara no Kanemichi.
Akimitsu est connu pour avoir été impliqué dans un étrange concours de circonstances relatifs à sa fille, En-shi. Celle-ci est mariée au fils de l'empereur, le prince impérial Atsuakira (敦明親王) (plus tard, Ko-Ichijō In, 小一条院). Quand celui-ci choisit de prendre une fille de Fujiwara no Michinaga pour seconde épouse, En-shi devient malveillante et se tourne vers son père pour qu'il l'aide. Elle meurt de chagrin peu après et il se dit qu'Akimitsu demande à un bonze nommé Dōman de jeter un sort sur Michinaga. Akimitsu devient ainsi connu sous le nom de « Akuryō-safu » (悪霊左府), safu signifiant « à l'esprit diabolique ».

## Source
- Papinot, Edmond (1910). Dictionnaire historique et géographique du Japon. Tokyo: Librairie Sansaisha.